# Písníky u obce Písek
Písníky u obce Písek v okrese Hradec Králové jsou soustavou tří vodních ploch vzniklých těžbou štěrkopísků. Písníky se nalézají asi 1 km východně od obce  Písek. Rozloha vodních ploch činila v roce 2018 (počítáno ve směru od obce Písek) u jezera I 11 ha, u jezera II 5 ha a u jezera III 12 ha. 
Těžba štěrkopísku v roce 2018 pokračuje pouze u jezera III, zbylá jezera mají rekultivované břehy porostlé borovým lesem a jsou využívána jako rybářské revíry pro sportovní rybolov.

## Galerie

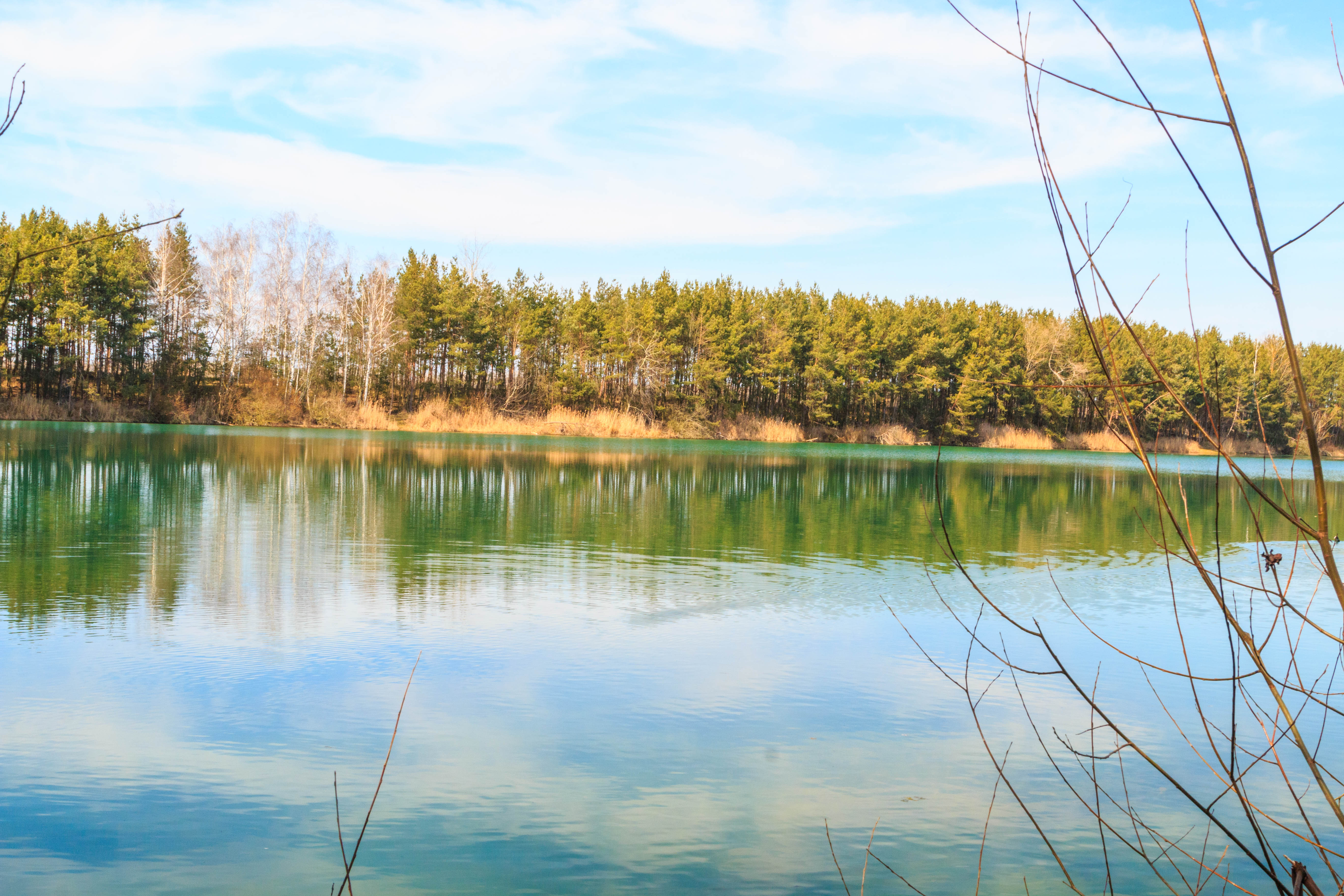
Písníky u obce Písek - jezero I
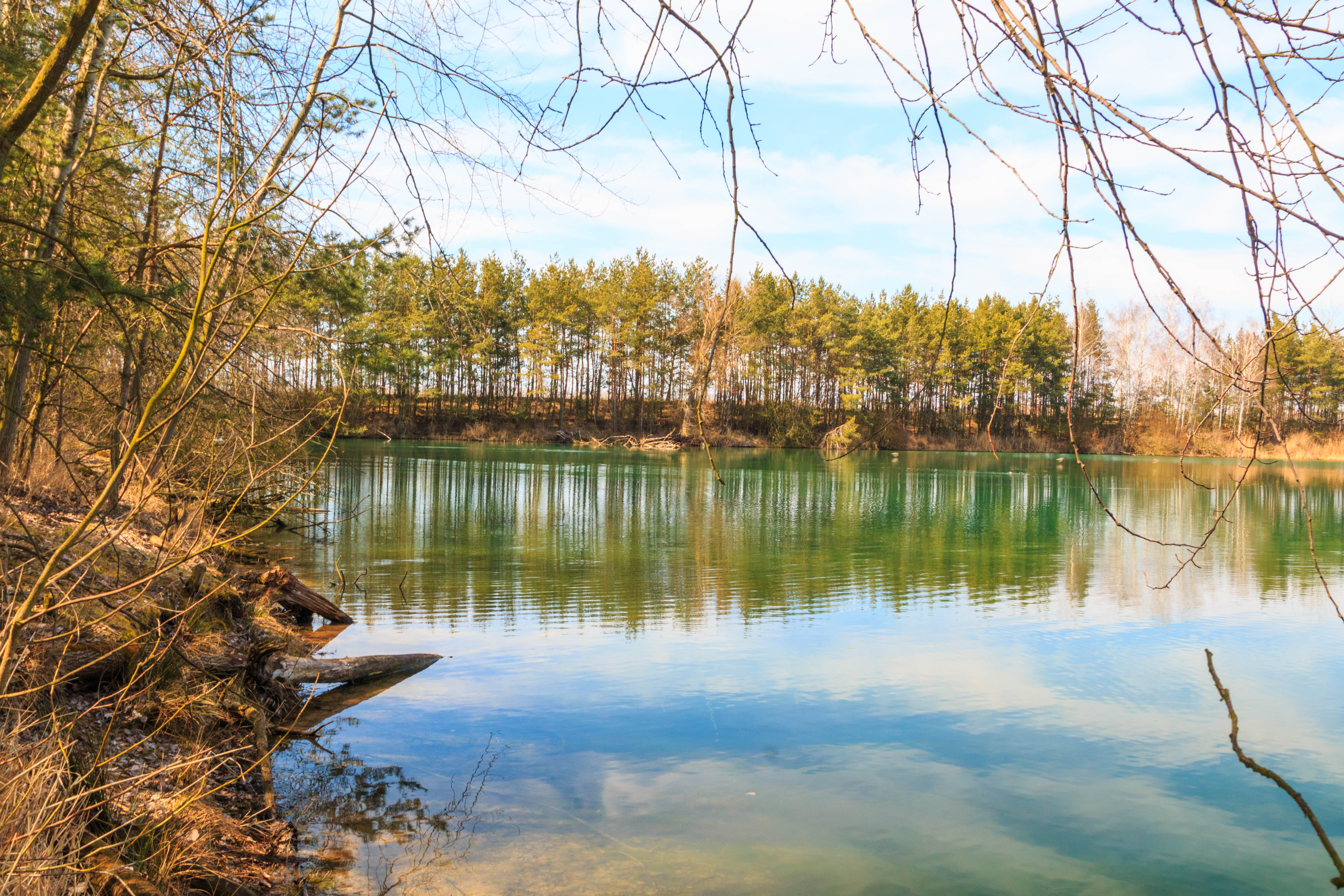
Písníky u obce Písek - jezero II
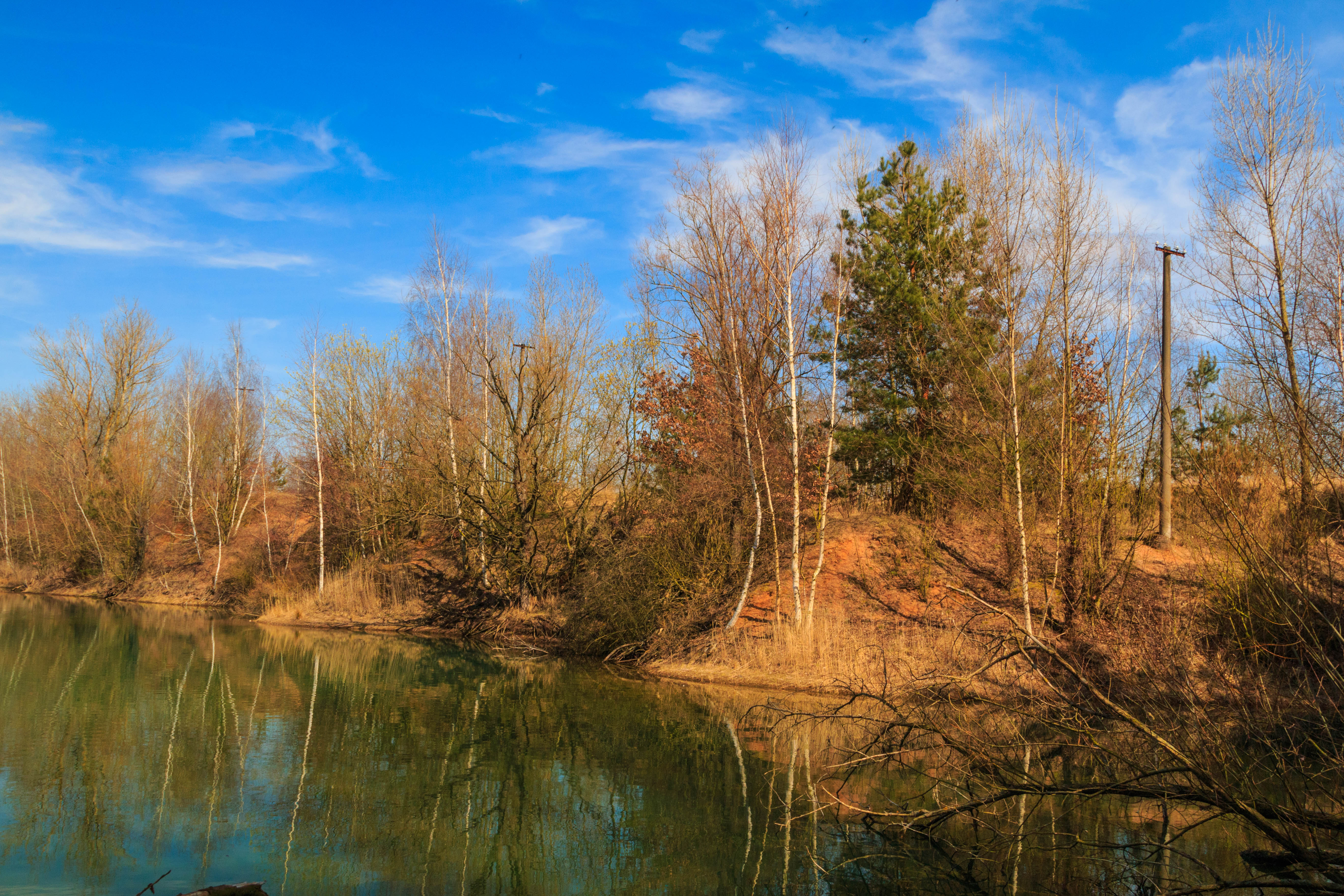
Písníky u obce Písek - jezero II
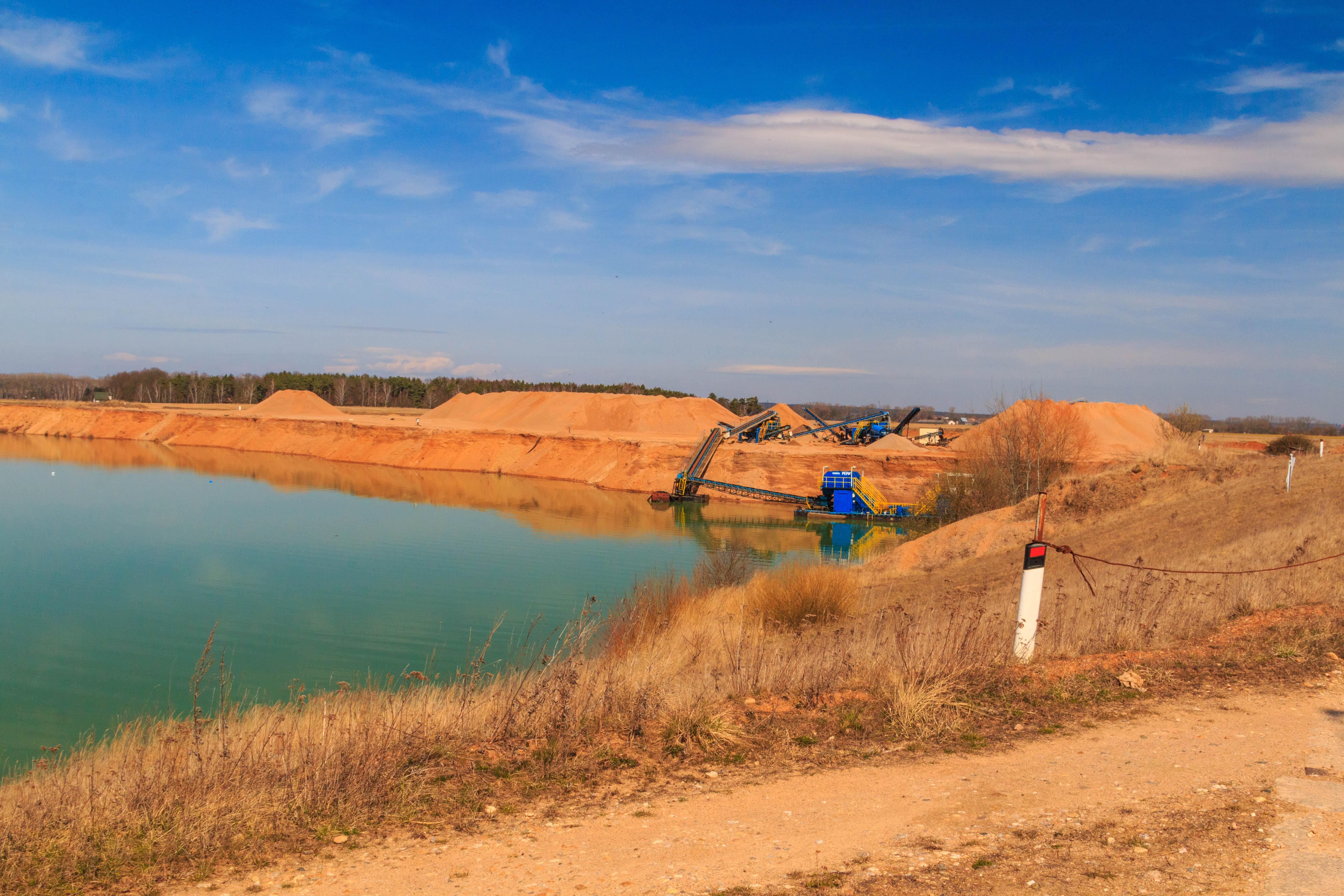
Písníky u obce Písek - jezero III